# Bulbophyllum capuronii
Bulbophyllum capuronii är en orkidéart som beskrevs av Jean Marie Bosser. Bulbophyllum capuronii ingår i släktet Bulbophyllum och familjen orkidéer. Inga underarter finns listade i Catalogue of Life.